# Teyl yeni
Teyl yeni là một loài nhện trong họ Nemesiidae.
Teyl yeni được miêu tả năm 2004 bởi Main.